# 奥尔巴尼 (俄勒冈州)
阿尔巴尼（Albany）位于美国俄勒冈州西部，是林恩县的县治。
根据2000年美国人口普查，阿尔巴尼共有42,280人，其中白人占91.68%、土著美国人占1.22%、亚裔美国人占1.14%。

## 友好城市
- 澳大利亚奥尔巴尼
- 日本龙野市